# Эмбу (Кения)
Эмбу (англ. Embu) — город в Кении, расположен в Восточной провинции. Столица одноимённого округа.

## Географическое положение
Высота города составляет 1293 метра над уровнем моря. Эмбу расположен примерно в 120 км к северо-востоку от столицы страны, города Найроби, на юго-восточных склонах горы Кения.

## Демография
Население города по годам:
| 1979   | 1989   | 1999   | 2010   |
| ------ | ------ | ------ | ------ |
| 15 986 | 26 525 | 31 500 | 36 981 |

## Известные уроженцы
- Джон Нджуэ — кенийский кардинал